# Hjärtasjön, Närke
Hjärtasjön är en sjö i Askersunds kommun och Hallsbergs kommun i Närke och ingår i Motala ströms huvudavrinningsområde. Sjön är 12,2 meter djup, har en yta på 3,58 kvadratkilometer och är belägen 111,1 meter över havet. Sjön avvattnas av vattendraget Lotorpsån (Haddeboån).
Öar och holmar i sjön ingår i naturreservatet Hjärtasjöns skärgård.

## Delavrinningsområde
Hjärtasjön ingår i det delavrinningsområde (653661-147026) som SMHI kallar för Utloppet av Hjärtasjön. Medelhöjden är 134 meter över havet och ytan är 37,42 kvadratkilometer. Det finns ett avrinningsområde uppströms, och räknas det in blir den ackumulerade arean 46,3 kvadratkilometer. Lotorpsån (Haddeboån) som avvattnar avrinningsområdet har biflödesordning 2, vilket innebär att vattnet flödar genom totalt 2 vattendrag innan det når havet efter 80 kilometer. Avrinningsområdet består mestadels av skog (77 procent). Avrinningsområdet har 3,71 kvadratkilometer vattenytor vilket ger det en sjöprocent på 9,9 procent.